# Antoni Planells Costa
Antoni Planells Costa   (25 de desembre de 1956) és un poeta en llengua catalana i traductor. Com a poeta ha editat el llibre Missatge de Manament, un recull de poemes que en paraules de l'escriptor i crític literari Josep Anton Vidal s'articulen en la relació essencial entre un jo i un tu en el marc d'un esperit de civilitat i humanització, una relació i impuls que ens porta a l'altre i ens permet fer-nos a nosaltres, un jo i un tu necessitats de l'amor com a mitjà ineludible de relacionar-se en el marc d'una mateixa ànima universal, amb el convenciment que la vida no és de ningú sinó de tots.
Malgrat el rigor formal del poemari, sovint l'alè poètic de l'autor l'esberla per comunicar-nos millor allò què vol dir, sempre, però, amb un gran sentit del ritme. Com a traductor ha traduït el llibre Roteiro da viagem de Vasco da Gama de l'autor Alvaro Velho Meridià 76, que és la crònica de descobriment que va marcar l'evolució històrica de Portugal i que va traspassar l'hegemonia del Mediterrani a l'Oceà Atlàntic, hegemonia que explica bona part de l'Edat Moderna del Vell Continent.